# Lou Andreas-Salomé
Pour les articles homonymes, voir Andreas (homonymie) et Salomé.
Louise von Salomé ou Lioulia von Salomé ou Louíza Gustavovna Salomé (en russe : Луиза Густавовна Саломе), dite Lou Andreas-Salomé, née le 12 février 1861 à Saint-Pétersbourg et morte le 5 février 1937 à Göttingen, est une femme de lettres germano-russe et l'une des premières femmes psychanalystes. Elle est aussi connue pour ses relations complexes et passionnées avec Friedrich Nietzsche et Rainer Maria Rilke, ainsi que pour sa rencontre importante avec Sigmund Freud qui changea le cours de sa vie.

## Biographie

### Enfance, adolescence, études

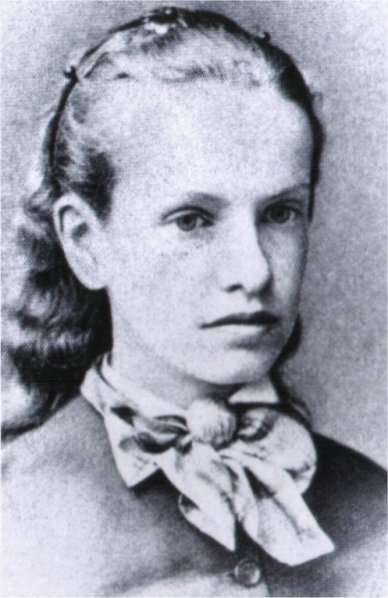
Lou à l'âge de 16 ans.

Son père, Gustav Salomé (1804-1879), est issu d'une famille huguenote originaire d'Avignon qui avait quitté la France après la révocation de l'édit de Nantes pour aller s'établir à Magdebourg puis dans les pays baltes. Selon H.F. Peters, l'origine du nom « Salomé » est le mot hébraïque Shalom qui signifie « paix » (Frieden en allemand). À l'âge de six ans, Gustav Salomé est envoyé à Saint-Pétersbourg pour y recevoir une éducation strictement militaire. Après s'être distingué par sa vaillance au cours de l'insurrection polonaise de 1831, il est élevé à la noblesse héréditaire par le tsar Nicolas Ier. Ayant obtenu le grade de général, il entre dans l'état-major d'Alexandre II, qui le nomme inspecteur des armées. En 1844, il épouse Louise Wilm (née et morte à Saint-Pétersbourg, 1823-1913) « fille d'un opulent fabricant de sucre d'origine danoise et nord-allemande », avec qui il a six enfants : cinq garçons et en 1861 une fille prénommée Louise.
La petite Louise grandit, « entourée d'uniformes d'officiers », pour une large part à l'écart de la société russe, dans la petite communauté d'émigrés germanophones ou de sujets allemands de l'Empire russe, pour laquelle son père avait obtenu du tsar l'autorisation de créer une église réformée.
Elle étudie avec des précepteurs qui lui font suivre le programme de la fameuse Sankt-Petri-Schule, école privée allemande de la capitale russe ; elle connaît le russe et le français (langue de la haute société) mais parle et écrit essentiellement en allemand. Très jeune, elle s'intéresse à la philosophie, elle lit Spinoza et Kant. À 17 ans, elle perd son père qu'elle aimait passionnément et abandonne la religion.

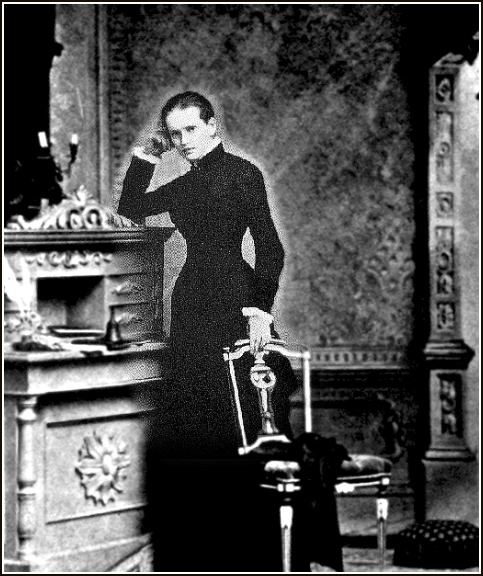
Louise von Salomé, Zurich, 1882.

Elle rencontre alors son premier maître, le pasteur Hendrik Gillot qui lui enseigne la théologie, la philosophie, les religions du monde, la littérature française et allemande. Il la (re)convertit à la foi luthérienne. Il ressent un amour platonique pour la jeune fille, au point de vouloir divorcer pour l'épouser. Choquée, Louise refuse et part avec sa mère pour Zurich, où elle s'inscrit à l'université (c'est la seule en Europe à accepter des femmes à cette époque). Se prénommant désormais Lou — diminutif donné par Gillot —, elle suit notamment des cours de logique, d’histoire des religions et de métaphysique.

### Rencontre avec Nietzsche

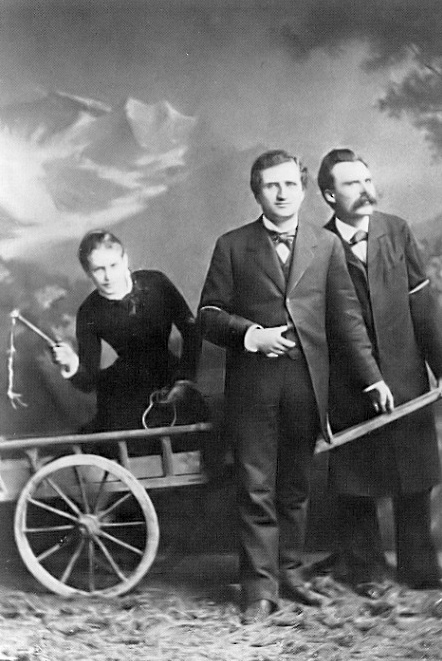
De gauche à droite, Lou von Salomé, Rée et Nietzsche (1882).

Lou a une santé fragile ; sa mère l'emmène faire un séjour au soleil, en Italie. Elle y fait la rencontre de Friedrich Nietzsche ; elle a vingt-et-un ans, lui trente-huit. Avec elle, durant l’année 1882, le philosophe vit sa seule véritable histoire d’amour. Mais c'est une relation à trois, incluant Paul Rée, un riche philosophe allemand qui demande en vain Lou en mariage.
La jeune femme propose de « constituer une sorte de « trinité » intellectuelle », et « pour sceller le pacte », ils se font photographier en mai 1882 dans une mise en scène qui fera scandale : « Nietzsche et Rée attelés à une charrette dont Lou tient les rênes », ce qui fera écrire à Nietzsche dans Zarathoustra : « Vous allez voir les femmes ? N'oubliez pas le fouet. ».

### Mariage avec Friedrich Carl Andreas
En 1886, à nouveau en Italie, Lou rencontre l'orientaliste allemand, spécialiste de l'Iran, Friedrich Carl Andreas. Ce dernier tombe amoureux d'elle au point de menacer de se suicider si elle refuse de l'épouser. Elle consent à cette union à la condition qu'elle ne soit jamais consommée sexuellement. Lou parvient à convaincre son ancien soupirant, le pasteur Gillot, de célébrer le mariage, qui a lieu le 20 juin 1887.
D'après Julia Vickers, « si Lou Andreas-Salomé déclenche les passions amoureuses, elle n'a, pour la dimension charnelle de celles-ci, qu'un goût modéré ». Élisabeth Roudinesco et Michel Plon rapportent que Lou Andreas Salomé « concevait l'amour sexuel comme une passion physique qui s'épuisait une fois le désir assouvi », tandis que « l'amour intellectuel, fondé sur une absolue fidélité, était capable, disait-elle, de résister au temps ». Toujours selon Roudinesco et Plon, le premier amant de Lou Andreas Salomé fut Georg Ledebour (fondateur du parti social-démocrate allemand) ; une seconde liaison de Lou, avec le médecin viennois Friedrich Pineles, se termina « par un avortement et un tragique renoncement à la maternité ».

### Rencontre avec Rainer Maria Rilke
En mai 1897, à Munich, elle fait la connaissance de Rainer Maria Rilke que lui a présenté Jacob Wassermann. À la même époque, elle rencontre également Frieda von Bülow. Elle a donc 36 ans, le jeune poète 22 ans. Elle a déjà publié avec un certain succès Un combat pour Dieu « où elle exposait le problème de la perte de la foi (qui était le sien depuis longtemps) », plusieurs articles ainsi que l'étude Jésus le Juif que Rilke avait lue. Comme le rapporte Philippe Jaccottet, elle écrit dans Regards sur ma vie : « Je fus ta femme pendant des années parce que tu fus la première réalité, où l'homme et le corps sont indiscernables l'un de l'autre, fait incontestable de la vie même. J'aurais pu dire littéralement ce que tu m'as dit lorsque tu m'as avoué ton amour: Toi seule est réelle. C'est ainsi que nous sommes devenus mari et femme avant même de devenir des amis, non par choix, mais par cet insondable mariage. […] Nous étions frère et sœur, mais comme dans ce passé lointain, avant que le mariage entre frère et sœur devînt sacrilège ».

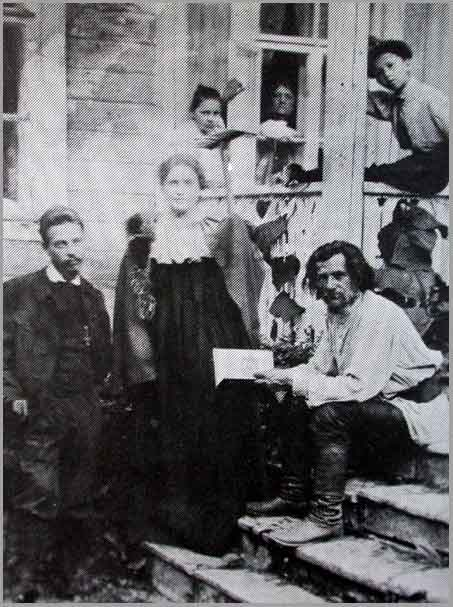
Lou et Rainer Maria Rilke en Russie, ici avec le poète Spiridon Drozin, 1900.

En 1899 avec son mari Friedrich Carl, puis en 1900, Lou voyage en Russie avec celui dont elle a changé le prénom René en Rainer. La relation amoureuse du poète et de Lou dure trois ans, puis se transforme en une amitié qui se prolongera jusqu'à la mort de Rilke, et dont témoigne leur correspondance. En 1937, Sigmund Freud dira de la relation de Lou Andreas-Salomé avec Rainer Maria Rilke : « elle fut à la fois la muse et la mère attentive du grand poète ».

### Freud et la psychanalyse

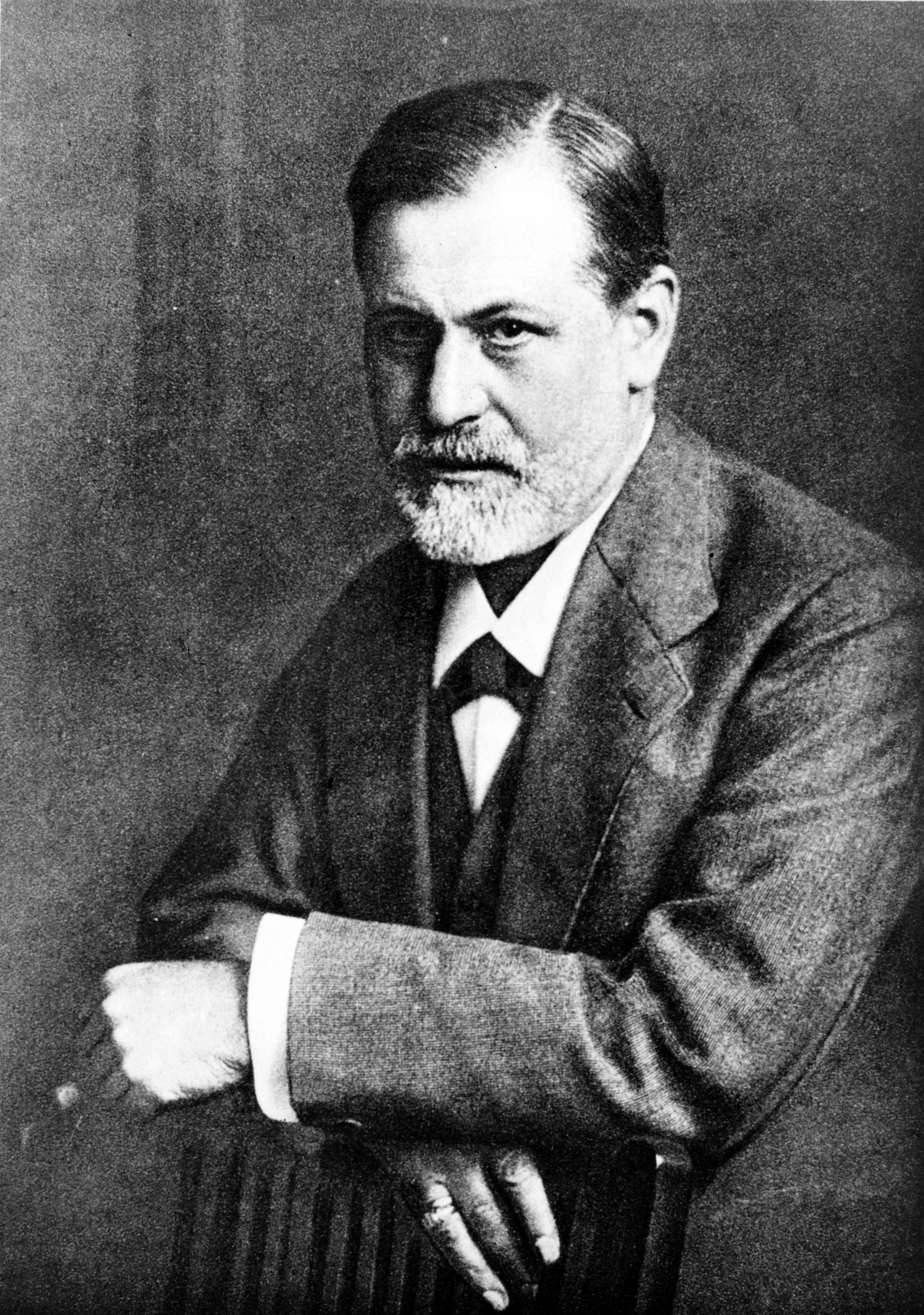
Sigmund Freud par Max Halberstadt, 1909.

La psychanalyse marque « un tournant dans la vie de Lou Andreas-Salomé » déjà familière de la philosophie de Spinoza, et « pénétrée par le concept de l'inconscient ainsi que par la théorie de la libido ».
Elle rencontre Sigmund Freud en 1911 à Weimar au Congrès de l' International Psychoanalytical Association (IPA), grâce à Poul Bjerre. En 1912, elle assiste à Vienne, où elle s'est installée, aux réunions du mercredi chez Freud. Aux côtés de Viktor Tausk, elle va s'initier à la pratique psychanalytique tout en rencontrant des intellectuels viennois. En dehors de Freud, Lou est « très impressionnée par Sandor Ferenczi et Viktor Tausk ». Elle devient une amie de la famille Freud et s'attache particulièrement à Anna Freud : la personne de Freud et la psychanalyse constituent toutefois « le point nodal de cette relation ». Devenue elle-même psychanalyste à Göttingen en Allemagne, Lou Andreas-Salomé continuera « après sa période viennoise » d'entretenir une correspondance suivie avec Freud.
Andreas-Salomé écrit ses textes psychanalytiques entre 1911 et 1931. D'après Marie Moscovici, elle s'intéresse beaucoup à la question du narcissisme et à la création, notamment dans le rapport de celle-ci avec l'amour. Selon Inge Weber, elle « a mis en relief la notion de « double direction » présente chez Freud dans sa conception de la libido » (1921, Narzißmus als Doppelrichtung, « Le narcissisme comme double direction »). À la suite de Freud, « son fil conducteur est la notion de sexualité dans toute sa portée », d'où son intérêt pour le concept de pulsion. Pour Marie Moscovici, « ce autour de quoi elle tourne dans tous ses textes » est « la présence du psychique dans le corps » : « jonction du « moi » avec ce qui est hors de lui, dans l'acte sexuel, […] rapport des pulsions sexuelles et des pulsions du moi dans la vie amoureuse, […] relations de la vie sexuelle avec l'activité créatrice (différemment chez l'homme, chez la femme) », ou « ce qui relie le sexuel le plus brut (l'anal) avec la production la plus sublimée, la plus « spirituelle » ». Le philosophe Yvon Brès rappelle que Freud tenait le texte « “Anal” et “sexuel” » en haute estime,. Les réflexions d'Andreas-Salomé sur la féminité sont regroupées dans l'essai « Du type féminin » (Zum Typus Weib, 1914). D'après Inge Weber, Lou Andreas-Salomé « annonce l'utopie d'une culture féminine ».

### Dernières années

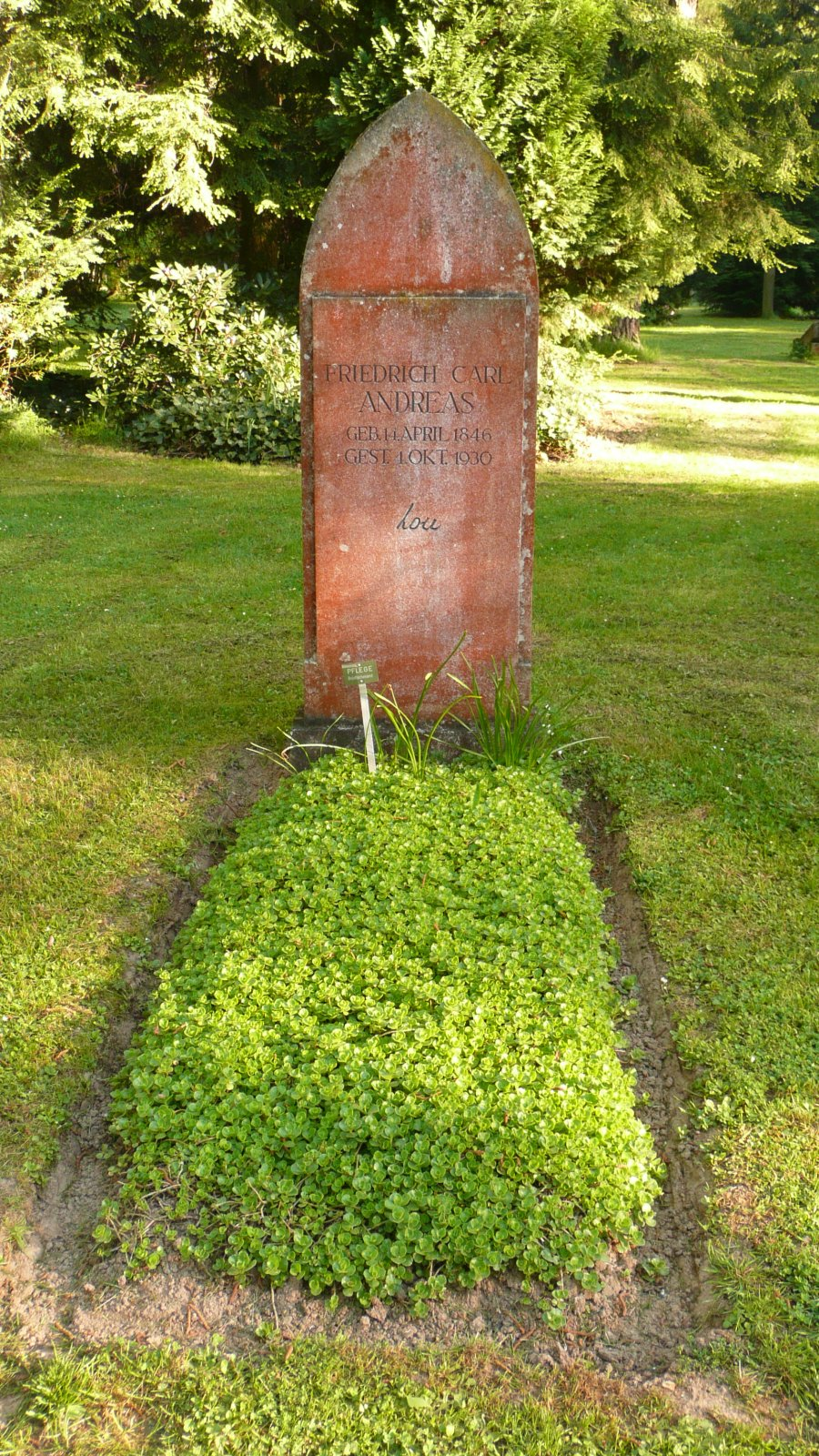
Sépulture au cimetière de Göttingen.

Elle meurt en février 1937, à près de 76 ans, dans une Allemagne dominée par l'idéologie nationale-socialiste. C'est Freud qui prononce son éloge funèbre. Les autorités national-socialistes refusent que ses cendres soient dispersées dans le jardin de sa maison, qu'elle appelait Loufried. Les cendres de Lou Andreas-Salomé seront déposées au cimetière de Göttingen, près de la tombe de Friedrich Carl Andreas, son époux.

### Écrits
Dans l'œuvre littéraire et critique de Lou Andreas-Salomé se côtoient des romans, des nouvelles et des essais : Une lutte pour Dieu (1885), Ruth (1895), Enfant des hommes (1899), Rodinka (1922)… La correspondance est abondante. Le récit Ma vie (1951) est une autobiographie publiée de manière posthume.
Plusieurs essais psychanalytiques que Lou Andreas-Salomé avait publiés dans la revue Imago (D'un premier culte, 1915 ; Du type féminin, 1914 ; « Anal » et « Sexuel », 1915 ; Le narcissisme comme double direction, 1921) ou dans l'Almanach der Psychoanalyse (Le 6 mai 1926, soixante-dixième anniversaire de Freud, 1927; Ce qui découle du fait que ce n'est pas la femme qui a tué le père, 1928; Le malade a toujours raison, 1933), ont été rassemblés dans la traduction française sous le titre donné par l'éditeur : L'amour du narcissisme (1980).
Tandis que dans les années 1920 et 1930, l'étude sur Rilke (1927) et La lettre ouverte à Freud (1931) « se nourrissaient des grandes rencontres de sa vie », Lou Andreas-Salomé revient aussi tardivement au genre de la nouvelle, ainsi dans la trilogie intitulée Jutta (à prononcer « Youtta »): Stéphane Michaud, qui a établi pour la traduction française ce texte tripartite sur la base des Archives de Lou Andreas-Salomé à Göttingen, en rassemblant Geschwister (1921), Jutta (dans Amor composé de Jutta, Die Tarnkappe, Drei Dichtungen, 1981) et Heimkehr (jusque là inédit), pose la question qu'il ressent en tant que biographe comme pouvant être celle désormais de Lou Andreas-Salomé jusqu'aux derniers mois de sa vie : « Comment la littérature se marie-t-elle à la psychanalyse que l'auteur exerce depuis vingt ans ? »

## Œuvres

### En allemand, dans l'ordre chronologique
- Im Kampf um Gott (1885)
- Henrik Ibsens Frauengestalten (1892)
- Friedrich Nietzsche in seinen Werken (1894)
- Ruth (1895)
- Jesus der Jude (1895)
- Aus fremder Seele (1896)
- Fenitschka (1898)
- Eine Ausschweifung (1898)

- Menschenkinder (1899)
- Ma (1901)
- Im Zwischenland (1902)
- Die Erotik (1910)
- Vom frühen Gottesdienst (1913)
- Zum Typus Weib (1914)
- Anal und Sexual (1916)
- Psychosexualität (1917)
- Drei Briefe an einen Knaben (1917)
- Narzißmus als Doppelrichtung (1921)
- Das Haus. Eine Familiengeschichte vom Ende des vorigen Jahrhunderts (1921)
- Die Stunde ohne Gott und andere Kindergeschichten (1922)
- Der Teufel und seine Großmutter. Traumspiel (1922)
- Rodinka. Eine russische Erinnerung (1923)
- Rainer Maria Rilke. Buch des Gedenkens (1928)
- Mein Dank an Freud. Offener Brief (1931)

### Traductions françaises

#### Essais et romans
- Fenitchka suivi de Une longue dissipation, Paris, Éditions des femmes, 1985
- Rodinka. Souvenirs russes, Paris, Des femmes 1987
- Rainer Maria Rilke, Paris, Maren Sell, 1989
- Création de Dieu (réunissant Création de Dieu, De la bête au Dieu, Le problème de l'islam, Jésus le Juif et L'égoïsme dans la religion), Traduction et postface d'Anne Baudart, Paris, Maren Sell, 1991
- Friedrich Nietzsche à travers ses œuvres, Paris, Grasset, 1992
- La Maison, Traduction  par Danielle Casanova, Postface de Sabina Streiter, Paris, Des femmes, 1997 ; rééd. Le Livre de Poche, coll. Biblio, 384 p., 2021
- Jutta, Texte établi, préface et traduction de Stéphane Michaud, Paris, Seuil, 2000,  (ISBN 2-02-040288-2)
- Le Diable et sa grand-mère, traduction et postface de Pascale Hummel, Paris, Éditions ENS Rue d'Ulm, 2005, (ISBN 2-7288-0345-5)
- L'Heure sans Dieu et Autres Histoires pour enfants, traduction et postface de Pascale Hummel, Paris, Éditions Rue d'Ulm, 2006,  (ISBN 978-2-7288-0363-7)
- Figures de femmes dans Ibsen : d'après ses six drames familiaux : “Maison de poupée”, “Les revenants”, “Le canard sauvage”, “Rosmersholm”, “La dame de la mer”, “Hedda Gabler”, traduction et postface de Pascale Hummel, Paris, éditions Michel de Maule, 2007,  (ISBN 978-2-87623-208-2)
- La Cape magique, Paris, Des femmes, 2007
- Six romans (Combat pour Dieu ; Ruth ; D'âme étrangère ; Enfants d'hommes ; Ma ; Pays-frontière), traduction et préface de Pascale Hummel, Paris, éditions Philologicum, coll. « Philologicum », 2009,  (ISBN 978-2-917741-00-9)

#### Écrits psychanalytiques
- L'Amour du narcissisme. Textes psychanalytiques, traduction de Isabelle Hildebrand, Préface de Marie Moscovici, Paris, Gallimard, 1980:
  - D'un premier culte (1913)
  - Du type féminin (1914)
  - « Anal » et « Sexuel » (1915)
  -  Le narcissisme comme double direction (1921)
- dans : Marie-Claire Durieux (éd.), Le narcissisme, Paris cedex 14, Presses Universitaires de France, « Monographies de psychanalyse », 2002, p. 149-175. DOI : 10.3917/puf.socie.2002.01.0149. [lire en ligne]
  - Le 6 mai 1926, soixante-dixième anniversaire de Freud (1927)
  - Ce qui découle du fait que ce n'est pas la femme qui a tué le père (1928)
  - Le malade a toujours raison (1933)

#### Autres écrits
- Eros, recueil d'essais[21], Traduit de l’allemand par Henri Plard, Avant-propos d’Ernst Pfeiffer, éditions de Minuit, 1984,  (ISBN 9782707306845):
  - L’humanité de la femme. Ébauche d’un problème, 1899
  - Réflexions sur le problème de l’amour, 1900
  - L’érotisme, 1910
  - Psychosexualité, 1917

#### Correspondances, écrits autobiographiques
- Correspondance avec Sigmund Freud, 1912-1936, suivie du Journal d'une année, 1912-1913, Gallimard, 1970
- Ma vie : esquisse de quelques souvenirs (édition posthume par Ernst Pfeiffer), Presses universitaires de France, 1977
- Friedrich Nietzsche, Paul Rée, Lou von Salomé, Correspondance (édition établie par Ernst Pfeiffer, Presses universitaires de France, 1979) ; rééd. Les Belles Lettres, coll. Domaine Étranger, 2017
- Lou-Andréas Salomé, Rainer Maria Rilke, Philippe Jaccottet (Traduction) et Ernst Pfeiffer (Édition) (trad. de l'allemand), Correspondance, Paris, NRF Gallimard, 1985, 568 p. (ISBN 978-2070702480)
- Lettre ouverte à Freud, Seuil, 1987
- En Russie avec Rilke 1900 : journal inédit (texte établi par Stéphane Michaud et Dorothée Pfeiffer), Seuil, 1992
- À l'ombre du père : Correspondance avec Anna Freud, 1919-1937, Hachette, 2006
- Carnets intimes des dernières années (texte établi par Ernst Pfeiffer), Hachette, 1983

## L'Institut Lou Andreas-Salomé à Göttingen
Il compte parmi les cinquante-trois plus grands instituts psychanalytiques de l'Allemagne fédérale. Fondé en 1954 par Gottfried Kühnel, « l'Institut de Göttingen » a été renommé en 1994 « L'Institut Lou Andreas-Salomé de psychanalyse et psychothérapie » (Das Lou Andreas-Salomé Institut für Psychoanalyse und Psychotherapie) en l'honneur de la première psychanalyste de Göttingen. La psychanalyste Melitta Mitscherlich (de) (1906-1992) fut l'une des premières à s'y inscrire après la guerre pour y accomplir sa formation en psychanalyse.